# Мяги, Тынис Несторович
Ты́нис Не́сторович Мя́ги (эст. Tõnis Mägi; 18 ноября 1948, Таллин, Эстонская ССР) — советский и эстонский эстрадный певец, композитор и драматический актёр, получивший в первом своём качестве всесоюзную известность в 1970-е годы.

## Творческая биография
Родился в музыкальной семье, с ранних лет увлекался музыкой. Учился игре на гитаре, замещал гитаристов ансамбля «Юуниорид» (1965). После окончания средней школы работал на таллинском заводе радиоизмерительных приборов и бытовой радиотехники «Пунане РЭТ». Начиная с 1966 года являлся гитаристом ансамбля «Рютмикуд». После срочной службы в Советской Армии был солистом ансамбля «Балтика». Затем пел в ансамблях «Кярьед», «Laine», «Мюзик Сейф», «777» и «Ultima Thule».
Мяги было доверено исполнять символическую песню «Олимпиада-80» (муз. Д. Тухманов — сл. Р. Рождественский) для летних Олимпийских игр 1980 года в Москве (выбор Мяги в качестве исполнителя отчасти был связан с тем, что в родном для Тыниса Таллине олимпийские награды в рамках XXII Игр разыгрывали яхтсмены); с этой песней эстонец вышел в финал фестиваля «Песня года» (1980).
Реально популярен в СССР Тынис Мяги был только в начале 1980-х годов, исполняя такие шлягеры, как «Остановите музыку» (муз. Д. Тухманов — сл. В. Харитонов), «Я не умею танцевать» (муз. В. Резников — сл. В. Резников, Ю. Бодров).
Также были популярны в исполнении Мяги такие песни: «Сердце не спит» (муз. В. Добрынин — сл. Л. Дербенёв), «Мой дворик» (муз. В. Резников — сл. Ю. Бодров), «Секундомер» (муз. И. Николаев — сл. М. Танич).
А песня «Детектив (Спасите разбитое сердце моё)» (В. Шаинский — М. Танич) в его исполнении стала всесоюзным хитом. Был участником передач ЦТ «Утренняя почта» и «Голубой огонёк». В 1986 году снялся в музыкальном кинофильме «Как стать звездой», исполнив в дуэте с Иво Линна песню «Меняю» (муз. В. Резников — сл. А. Вознесенский). После этого периода популярность Мяги сошла практически на нет. В 1987 году дал последний концерт в РСФСР.
После чего вернулся в Эстонию, где стал особо популярным благодаря патриотической песне собственного сочинения «Койт» (эст. «Koit» — «Восход»), исполненной им 11 сентября 1988 года на музыкально-политическом мероприятии «Песнь Эстонии» перед почти 300 тысячами слушателей (по оценкам некоторых присутствовавших на этом мероприятии) на Певческом поле в Таллине.
С 1996 года работает в музыкально-драматическом театре «Ванемуйне» (Тарту), а также занимается концертной деятельностью и ведёт радиопередачи.
В России после распада СССР выступал только четыре раза: 23 марта 2001 года на концерте в Театре эстрады Санкт-Петербурга в рамках мероприятия «Таллинские встречи» (дни Таллина в Петербурге); 12 января 2013 года в Санкт-Петербурге в концертном зале Яаникирик с детским хором Майре Элисте; 10 апреля 2013 года в Санкт-Петербурге в Государственной академической капелле в рамках Дней культуры города Хаапсалу; 14 декабря 2013 года в СК «Олимпийский» в Москве на концерте «Легенды Ретро FM».
После 2014 года не приглашается на мероприятия в России.
16 июня 2011 года в эфире Первого канала был показан видеофильм «Разбитое сердце Тыниса Мяги» (в цикле программы «Пусть говорят»).

## Общественно-политическая деятельность
В январе 2007 года вступил в Партию зелёных Эстонии и тем самым способствовал её прохождению в парламент Эстонии на выборах в марте того же года.
В июле 2014 года организаторы фестиваля «Августовский блюз» в Эстонии отменили приглашение для известного американского актёра Стивена Сигала в связи с одобрением им аннексии Крыма Россией и исполнением гимна ДНР на мотофестивале в Севастополе. Кампанию против приезда в Эстонию Сигала развернул Тынис Мяги. Он и его единомышленники, организаторы фестиваля Индрек Дитманн и Рауль Укаред, сделали официальное заявление о том, что Сигал в Эстонию не приедет.

## Награды и премии
- 1999 — Орден Белой звезды IV степени[9].
- 2003 — Национальная премия Эстонии в области культуры[10].
- 2003 — Почётное звание «Носитель культуры» от города Тарту в категории «Творец»[11].
- 2005 — Эстонская музыкальная премия «За вклад в эстонскую музыку» от Эстонского союза производителей фонограмм[12].
- 2008 — Почётное звание «Носитель культуры» от города Тарту в категории «Творец»[11].
- 2009 — 24 мая 2009 года песня Тыниса Мяги «Koit» была выбрана телезрителями победительницей в финале передачи телеканала «TV3» «Эстония ищет любимую песню» (эст. «Eesti otsib lemmiklaulu»).
- 2010 — Орден Государственного герба III класса[13].
- 2011 — Медаль города Тарту[14].
- 2017 — Почётный гражданин города Элва[15].

## Личная жизнь
С первой женой Вирве (эст. Virve) познакомился в студенческом отряде.
В 1988 году развёлся со второй женой Лайне Мяги (эст. Laine Mägi), от которой имеет дочь Лийз-Катрин (эст. Liis-Katrin, род. 1983). В том же году познакомился со своей третьей женой Пийей (эст. Piia), с которой вскоре запросил убежище в Швеции и проживал в лагере для беженцев в городе Хуфорш, после отказа в предоставлении убежища вернулся с женой обратно в Эстонию. Пийа страдала алкоголизмом. После её смерти Тынис Мяги один воспитывает их совместную дочь Маарью (эст. Maarja, род. 1993).
В настоящее время состоит в четвёртом браке — с актрисой Кярт Йохансон (эст. Kärt Johanson, род. 1971), с которой имеет дочерей Лийду (эст. Liida, род. 1999) и Мирти (эст. Mirti, род. 2004). С семьёй проживает и дочь Мяги от третьего брака Маарья.

## Книги
- «Tõnis Mägi. MÜÜMATA NAER», Tõnis Mägi. Berk Vaher («Тынис Мяги. НЕПРОДАННЫЙ СМЕХ», Тынис Мяги. Берк Вахер), 2006, ISBN 9985-57-776-0

## Дискография
| Олимпиада-80 (1980 год) - Олимпиада-80 - Кружатся диски (Валерий Леонтьев) Песни на русском языке, вышедшие на различных сборниках (1980—1987 гг.): - Детектив - Я не умею танцевать - Любимый мой дворик - Вот возьму и уеду - Секундомер - Меняю — исполнил в дуэте с Иво Линна в к/ф «Как стать звездой», песня издана в альбоме «Песни Виктора Резникова из к/ф „Как стать звездой“» в 1988 г. (муз. В. Резников — сл. А. Вознесенский) - Сердце не спит Записанные, но не вышедшие официально песни на русском языке (1978—1987 гг.) - Влюблённый мотылёк - Воздушный шар - Берегите матерей, более известная как «Если мать хоронит сыновей» (Г. Подельский — Р. Гамзатов, перевод Ю. Нейман) - Если… (ты живёшь) - Карнавал - Пробил час, полночный час - Остановите музыку - Музыка льётся - Прости (Е. Мартынов — А. Дементьев) - Первое свидание Tōnis Mägi & «Muusik Seif» (1981 год) - Sa Haara Kinni Mu Käest - Oled Vihm… - Metsaneid - See On, Laps, Meie Muld Mäe Kaks Nōlva (1983 год) - Kuldaja Rock’n’Roll - Olen Valind Tee - Oine Lend - Valeühendus - Kuri Paps - Pühendus - Doktor, Aita - Blues Üksinduses - Lekkiv Paat - Une Muinasjutt Tõnis (1990 год) - Üles Üles Hellad Vennad - Kukub Südamelt Ära - Saagu Nii - Vana Kaev - Elutants - November - Kesk Võõraid Välju - Nimi - Üle Võlli - Muru Hansu Ingel Kogutud Kodutud (1990 год) - Laul Voimalusest - Vikerkaar - Come Holy Spirit - Aeg Antud… - Kaja - Sōpradele - Uus Jerusalem - Liivakell - Koit - Palve Hüüdja hääl (1993 год) - Püha Elmo tuled - Hüüdja hääl - November - Eile - Pärlid / Head teed - Katkise tiivaga lind - Lumevalgus - Blood & Lead - Dream Away - Neio, neiokõsõ - Joogilaul - Hüüdja hääl kõrbes - Paat Liivakell (1995 год) — сборник - Salong - Make Up! - Kus jäi see maa (Talvelaul) - Exterritoriaal - Elutants - Leib jahtub - Liikuv liiv - Selline džungel - Pimedale muusikule - Kallid külalised - Gordioni sõlmed - Liivakell - Laul kännust - Saagu nii (Johannese Evangeeliumi põhjal) - Sōpradele - Uus Jeruusalemm - Kaunilt kaua Tōnis Mägi, Jaak Joala, Ivo linna — Las jääda kõik, mis hea — LIVE 2CD (1996 год) — концертный сборник эстонских хитов (1966—1996 гг.) CD1: - Tooli kõrval tool - Julge laul e. Sangar seiklusfilmis - Sind otsides - Butterfly - Soley, soley - Taas punab pihlapuid - Lady Madonna - Laintesse heidan ma - Anna mulle andeks - Alles eile - Chicago - Tühi päev - Ma loodan, et sa muudad oma meelt - Sõida maale - Naerata CD2: - Las jääda kõik, mis hea - Saatanlik naine - Pühapäev - Vildist kübar - Irma - Suveöö - Vana jõgi - Au ja kuulsus - Kauge kella kaja - Koputa - Tähti üheks õhtuks - Sa oled ainus mu aare - Moonika - Kevad - Maria-Louisa - Veenus - Laula mu laulu… - Na-na, naa-naa - Tulevärk Kaunilt kaua — LIVE (1998 год) — концерт - Öö liigub läbi meist - Laul Timmile - Olla nii või olla naa - Kaja - Romanss - Tuhat aastat üksindust - Jäljed - Soovitus - Igatsus - Valge laev - Vikerkaar - Ongi õeldud kõik - Lõpuakordid Tõnis Mägi — Eesti kullafond — 2CD (2000 год) — сборник лучших хитов (1969—1989 гг.) CD1: - Sa tule nüüd - Vana jõgi (с группой «Baltika») - Üks paik siin ilmas - Koputan kolm korda - Heidy (с группой «Baltika») - Mõtisklus - Tänavamoosekandid (с группой «Laine») - Salong - Naera, naera (с группой «Psiho») - Veenus (с группой «Muusik Seif») - Kuldaja rock’n’roll (с группой «Muusik Seif») - Leib jahtub - Soley, Soley - Sind otsides - Peegel (с группой «Muusik Seif») - Metsaneid (с группой «Muusik Seif») - Oled vihm (с группой «Muusik Seif») - Sa haara kinni mu käest (с группой «Muusik Seif») - Doktor, aita! (с группой «Muusik Seif») - Rong (с группой «Muusik Seif») - Unemuinasjutt (с группой «Muusik Seif») CD2: - Pühendus (с группой «Muusik Seif») - Püha Elmo tuled - Palve (Looja hoia Maarjamaad) - Laul verelilledest - Ilus oled isamaa - Pimedale muusikule - Liivakell - Kaunilt kaua (с группой «Ultima Thule») - Öine lend (с группой «Muusik Seif») - Aed (с группой «Ultima Thule») - Laul kadund kodust (с группой «Ultima Thule») - Olen valind tee (с группой «Muusik Seif») - Kukub südamelt ära - Katkise tiivaga lind - November - Ballaad - Koit | Jäljed (2003 год) — сборник - Igatsus (LIVE) - Jäljed (LIVE) - Tuhat aastat üksindust (LIVE) - Laul Timmile (LIVE) - Vikerkaar (LIVE) - Ballaad - Paat - Pärlid - Püha Elmo tuled - Koit - Liivakell - Elutants - Kaunilt kaua - Pühendus - Ilus oled, isamaa - Pimedale muusikule Siirius (2003 год) - Siirius - Rahus - Põhjataevas - Maandumispäev/Taevalael - Surematus - Palus pohli punetab - 1959 - Öö valge on õnn - Maanteed röövida/Läbi tühjuse - Kauguste raugus - Ena - Taevalikud sõnumid - Õrn kujutis peeglis - Liidiale Vestlus Hermanniga (2005 год) - Aastaring - Pühendus - Tiivad - Silma pilk - Hetk - Võrdlus - Muulil - Muus - Elutants - Kallid külalised - Liivakell - Olen valin’d tee - Vestlus Hermanniga 2teist (2006 год) - Kaks teist - Kuula, Muusik - Kaks sõpra - Müürileht - Külaline välismaalt - Tsirkuses - Sünnipäev - Ise loom - Tunnelis - Iseloomustus - Talveöö - Hällilaul Kiik & kirik — Tõnis Mägi & Politseiorkestriga (2008) — ремейк-сборник - Kiik — Тынис Мяги - Rong — Тынис Мяги, Отт Ардер, Юло Мялганд - Gordioni sõlmed — Элму Вярк, Отт Ардер, Тауно Аинтс, Яак Осеров - Kännud — Тынис Мяги, Юло Мялганд, Кайдо Кодумяэ - Tiivad — Тынис Мяги, Тауно Аинтс - Muulil — Тынис Мяги, Юло Мялганд - Kunstniku kool — Тынис Мяги, Сийм Аймла, Юло Мялганд, Бенно Аава - Sünnipäev — Тоомас Таул, Тынис Мяги, Тынис Кырвитс - Doktor aita — Тынис Мяги, Юло Кригул, Юло Мялганд - Tuhat aastat üksindust — Тынис Мяги, Карти Каасик, Яак Осеров - Kuula Muusik — Тынис Мяги, Тейт Раик, Кайдо Кодумяэ - Sa haara kinni mu käest — Микк Тарго, Юло Кригул, Юло Мялганд - Silma-Pilk — Тынис Мяги, Тейт Раик - See on laps meie muld — Юло Мялганд, Лейло Тунгал, Тынис Кырвитс - Kirik — Тынис Мяги Tarkus (2011 год) - Kõikide eksijate hinged pühaks - Tühisuste Tühisus - Mis on olnud, see saab olema - Aega pole - Aurude aur - Üks naine seisab aknal - ITK - Häda sulle maa - Rõõm - Need Neli - Paradoks - Kompromissidest - Me Oleme Illisoorsed Peeglid - Sim Sala Bim - Ta Joonistas Naeru - Suur Maalritöö Teine Ruum (2011 год)- Tōnis Mägi & Kärt Johanson - Metsas - Kohvik - Tuul ja roos - Kollane - Hull naine - Jah, ma nägin lumevalgust… - Sim sala bim - Elevant - Kapis - Talveöö - Kui maailm jääb seisma - Lisalugu: Ommik Песни записанные в период 1968—2010 гг., но не вошедшие ни в один вышеуказанный альбом или сборник: - Aeg on ajatu - Aeg on Lahkuda - Anna mulle andeks (original) - Avatud laul - Deja Vue (с Кярт Йохансон) - Eestimaa euromehe laul - Elava allika oja - Head uut aastat - Hinga tuult - Hingan (с группой «Ultima Thule») - Igavene reis - Ilm / Särav kui ooper - Imeline öö - It’s A Man’s Man’s Man’s World (с группой «Ultima Thule'») - It’s a mothefucker - Jäälill ja täht - Jõululaul - Kes öelda võiks - Kipspea Johannes - Kirju palli lend - Kui läeb libedalt - Kõik usklikud, tulge - Las jääda ükski mets - Ma otsin teed - Maailm samme täis - Make Up! - Meduusa pea - Meidki on nähtud - Mõni Mägi - Nii on ja jääb - Nõiutud mees - Palveränduri laul - Pühapäev - Pühendus (с хором «Noorkuu») - Rahalaulud: Palju; Rahalaul; Raha vägi; Oma arv. - Rõõmude aeg - See rõõm jääb meile (с Марью Куут) - Seitsme penikoorma-saapad (с Яаком Йоала) - Sinu hääl - Strings - Su sosin lõikas - Suure Vankri Teel (с Пирьо Леванди) - Tee uude päeva - Tee silmapiirile - Tivoli - Tugevate tee - Tule minu valevasse purjepaati - Tung ja torm (с группой «Ultima Thule») - Üks laul, üks viis - Üks tüdruk nutab hommikuti õues - Üle vee - Vaikelu Waitsiga - Valgemast valgem - Veel üks hetk (с Иво Линна) - Рук не опускай (русскоязычная версия «Tugevate tee») - Снова здесь - Сон …данный список не полный! |